# Diébédo Francis Kéré
Diébédo Francis Kéré (Gando, 10 aprile 1965) è un architetto burkinabé con cittadinanza tedesca.

## Biografia

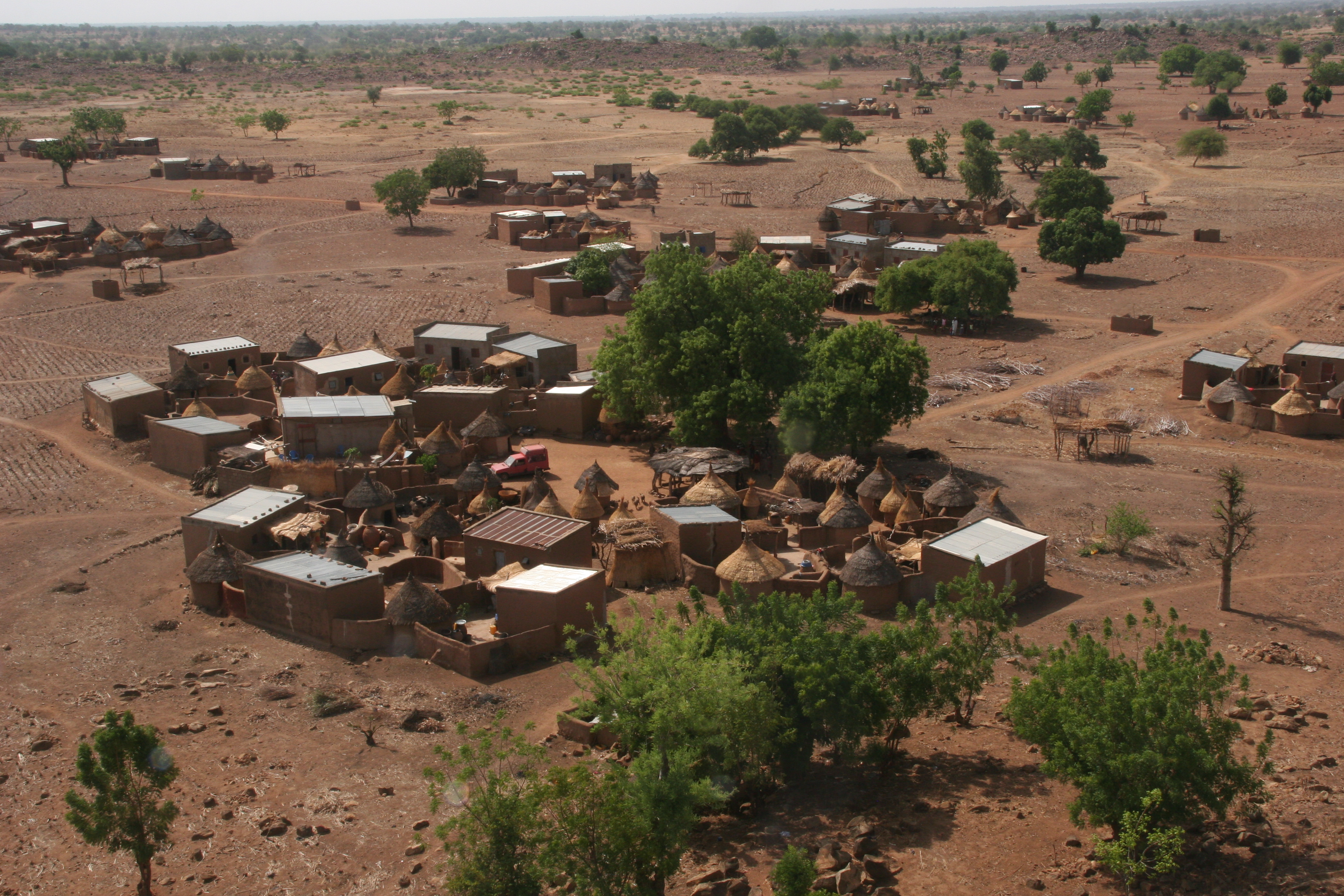
Il villaggio di Gando, Burkina Faso

Figlio maggiore del capo villaggio, viene mandato a scuola per imparare a leggere e tradurre le lettere del padre. Data l'assenza di una scuola a Gando, lascia la famiglia all'età di sette anni per andare a vivere nella capitale Ouagadougou. Terminati gli studi, lavora come carpentiere e riceve una borsa di studio dalla "Carl Duisberg Gesellschaft" per un tirocinio in Germania.
Completato l'apprendistato, continua la sua formazione in Germania presso la facoltà di Architettura della Technische Universität di Berlino.
Nel 1998 costituisce l'associazione Schulbausteine für Gando, con l'obiettivo di accompagnare e sostenere lo sviluppo del suo paese, coniugando la conoscenza acquisita in Europa con i metodi di costruzione tradizionali del Burkina Faso.
Terminati gli studi nel 2004, con un progetto di tesi di laurea su una scuola primaria, termina nello stesso anno la costruzione della stessa, nel suo villaggio natale, grazie ai fondi raccolti per mezzo dell'associazione. Fonda il proprio studio di architettura, Kéré Architecture, con sede a Berlino, nel 2004.

## Progetti

### Gando: Scuola primaria

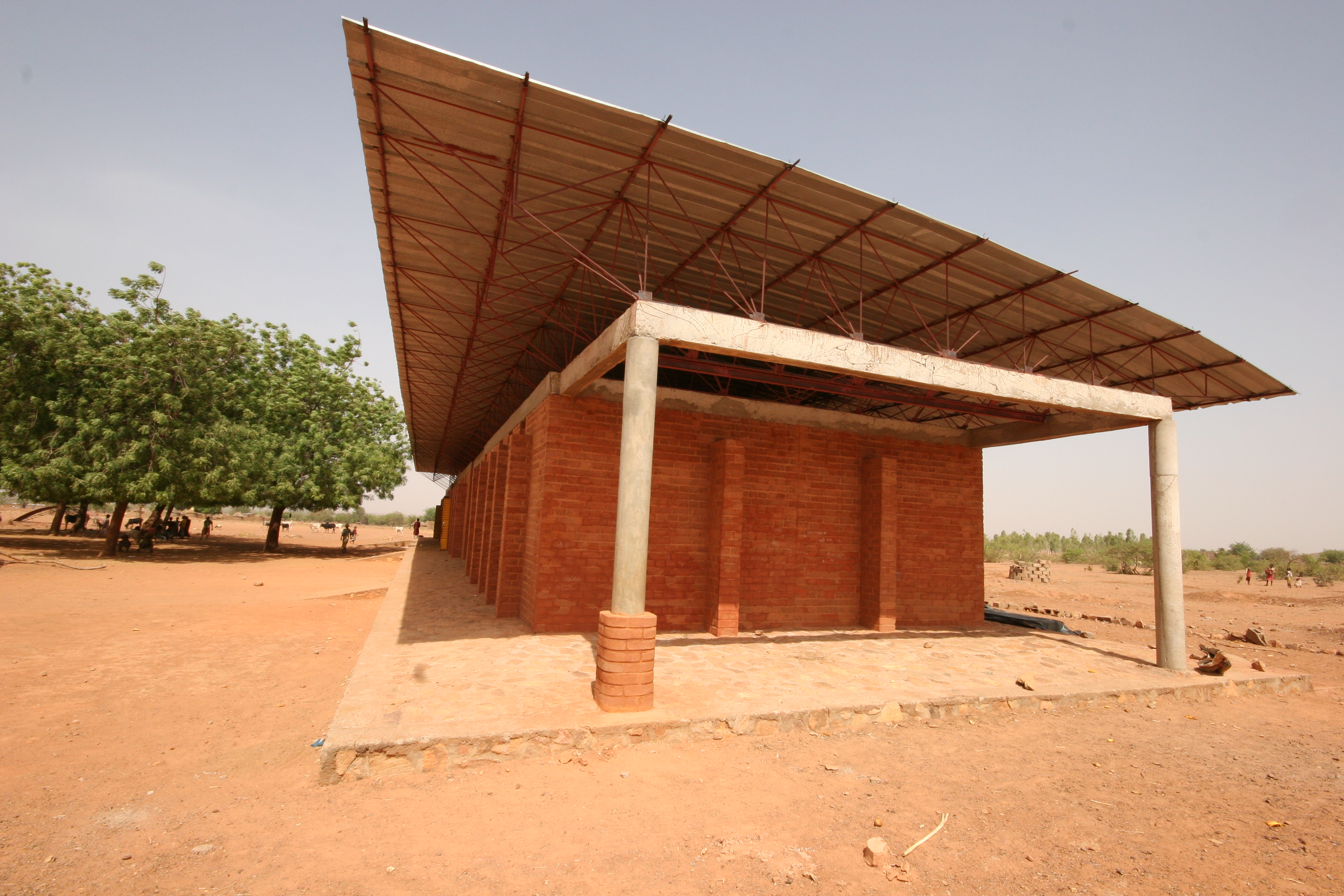
Scuola primaria (2004) a Gando, Burkina Faso

La maggior parte delle scuole in Burkina Faso è costruita in cemento, il cui uso incrementa notevolmente i costi di costruzione e il dispendio di energia elettrica.
La costruzione della scuola primaria di Gando, iniziata nell'ottobre 2000 e realizzata in larga misura dalla popolazione del villaggio, termina nel luglio 2001. Per garantirne la sostenibilità, il progetto di Kéré si è basato su principi di progettazione che assicurassero il comfort climatico e il contenimento dei costi, sfruttando i materiali locali e il potenziale della comunità del villaggio, e adattando le tecnologie moderne al contesto locale.
Tre aule sono disposte in modo lineare e separate da spazi esterni coperti, utilizzabili per l'insegnamento e lo svago.
La struttura si compone di pareti portanti a base di blocchi di terra compressa che assorbono il calore, controllando la temperatura degli ambienti. Per tutta la larghezza del soffitto, sono presenti travi in cemento sulle quali poggiano delle barre di acciaio che sostengono una copertura di blocchi di terra compressa.
Il design del progetto di Kéré prevede un ampio tetto di lamiera ondulata, posto su una capriata d'acciaio e sollevato rispetto all'edificio, che protegge le pareti dalla pioggia e permette all'aria di fluire liberamente tra il tetto e il soffitto, mantenendo l'edificio fresco.
La tecnica di progettazione di Kéré è diventata famosa in tutto il Burkina Faso, vincendo il Premio Aga Khan per l'Architettura nel 2004.

### Gando: Estensione della scuola primaria

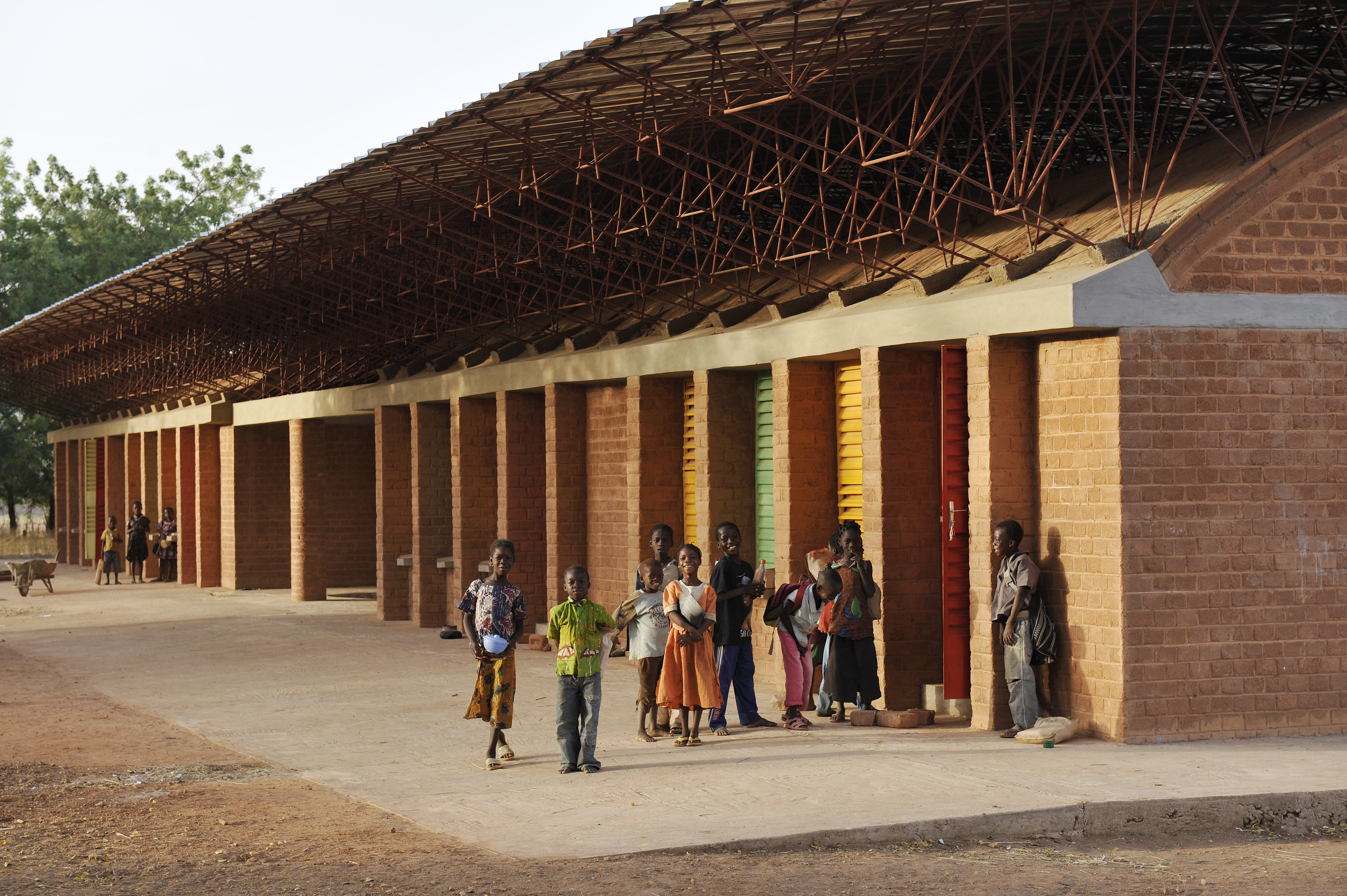
Estensione della scuola primaria a Gando, Burkina Faso.

Il progetto nasce dalla necessità di ampliare la scuola elementare costruita nel 2001, divenuta troppo piccola per soddisfare le esigenze di scolarizzazione della zona.
La costruzione del nuovo edificio, comprendente quattro aule, una cucina, una biblioteca e un campo da calcio, ha avuto inizio nel novembre 2005. L'intervento ha più che raddoppiato le capacità della scuola primaria, che può ospitare fino a 700 alunni.
Come per la scuola primaria, un grande tetto di lamiera protegge le pareti d'argilla da sole e pioggia. Il sistema di ventilazione, completamente naturale, sfrutta la combinazione di energia solare e termica per far circolare l'aria, garantendo allo stesso tempo il raffreddamento delle classi. A differenza della prima scuola, per la quale era stata utilizzata una copertura piana, l'estensione della scuola primaria utilizza un tetto arrotondato a volta, che necessita di minori supporti in acciaio.

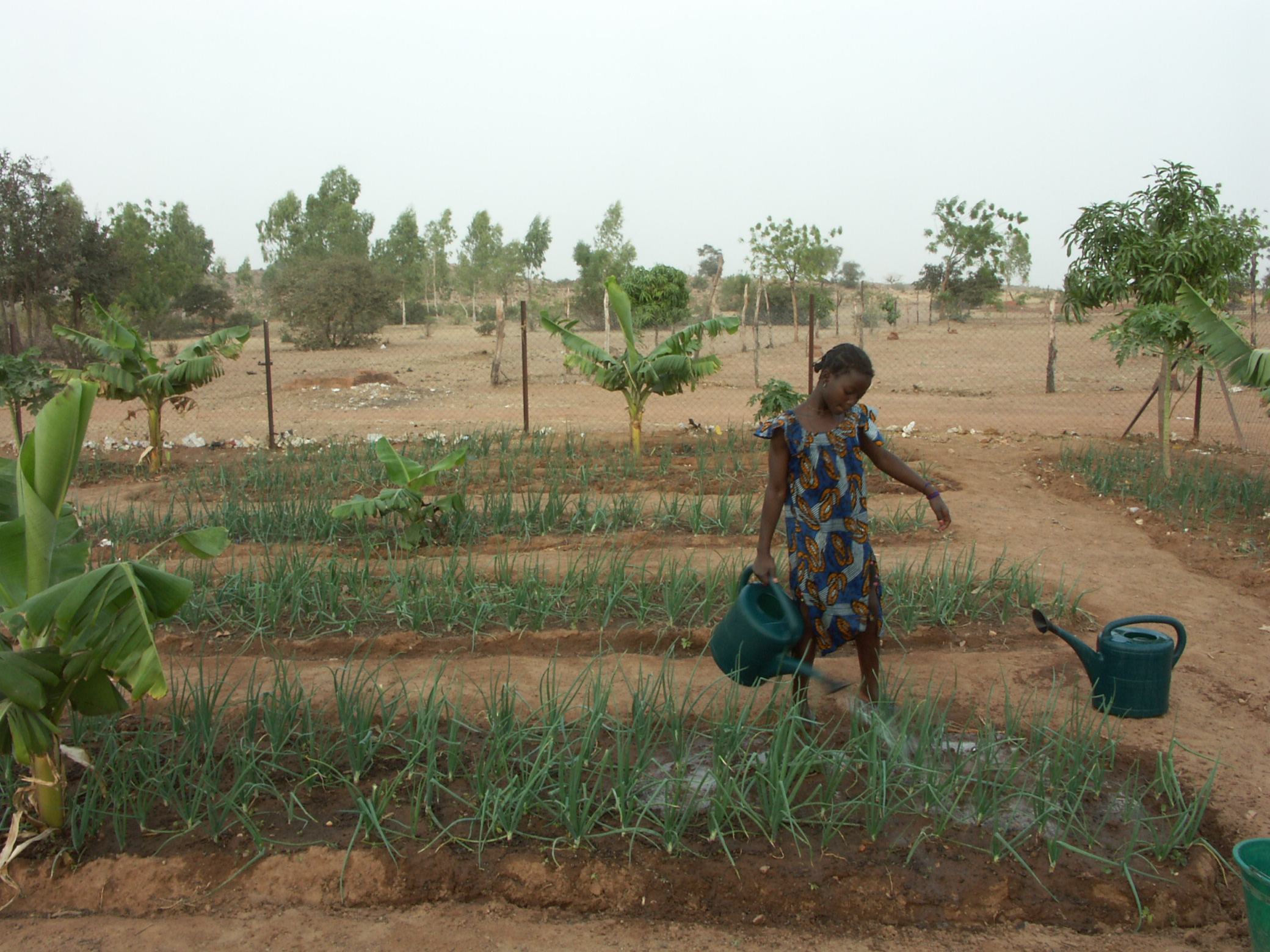
Giardino scolastico, Gando.

### Gando: Giardino scolastico
In Burkina Faso vi sono molti agricoltori di sussistenza e nei villaggi rurali come Gando essi rappresentano la maggioranza schiacciante. Ciò rappresenta un potenziale problema per l'educazione, in quanto le famiglie si aspettano aiuto da parte dei bambini. È quindi fondamentale dare ai bambini una conoscenza pratica dell'agricoltura, e allo stesso modo far sì che l'educazione rivesta un ruolo rilevante. A questo scopo è stato predisposto un lotto di terreno nella scuola, e un pozzo è stato scavato per fornire acqua sia alla scuola che al villaggio. Parallelamente alle lezioni, gli alunni imparano come prendersi cura delle piante senza usare pesticidi o fertilizzanti, incoraggiandoli ad utilizzare metodi sostenibili in futuro. In una regione dove il cibo è scarso e la maggior parte delle persone ha una dieta poco variata, il giardino scolastico rappresenta un importante contributo alla sicurezza alimentare.

### Gando: Alloggi per docenti

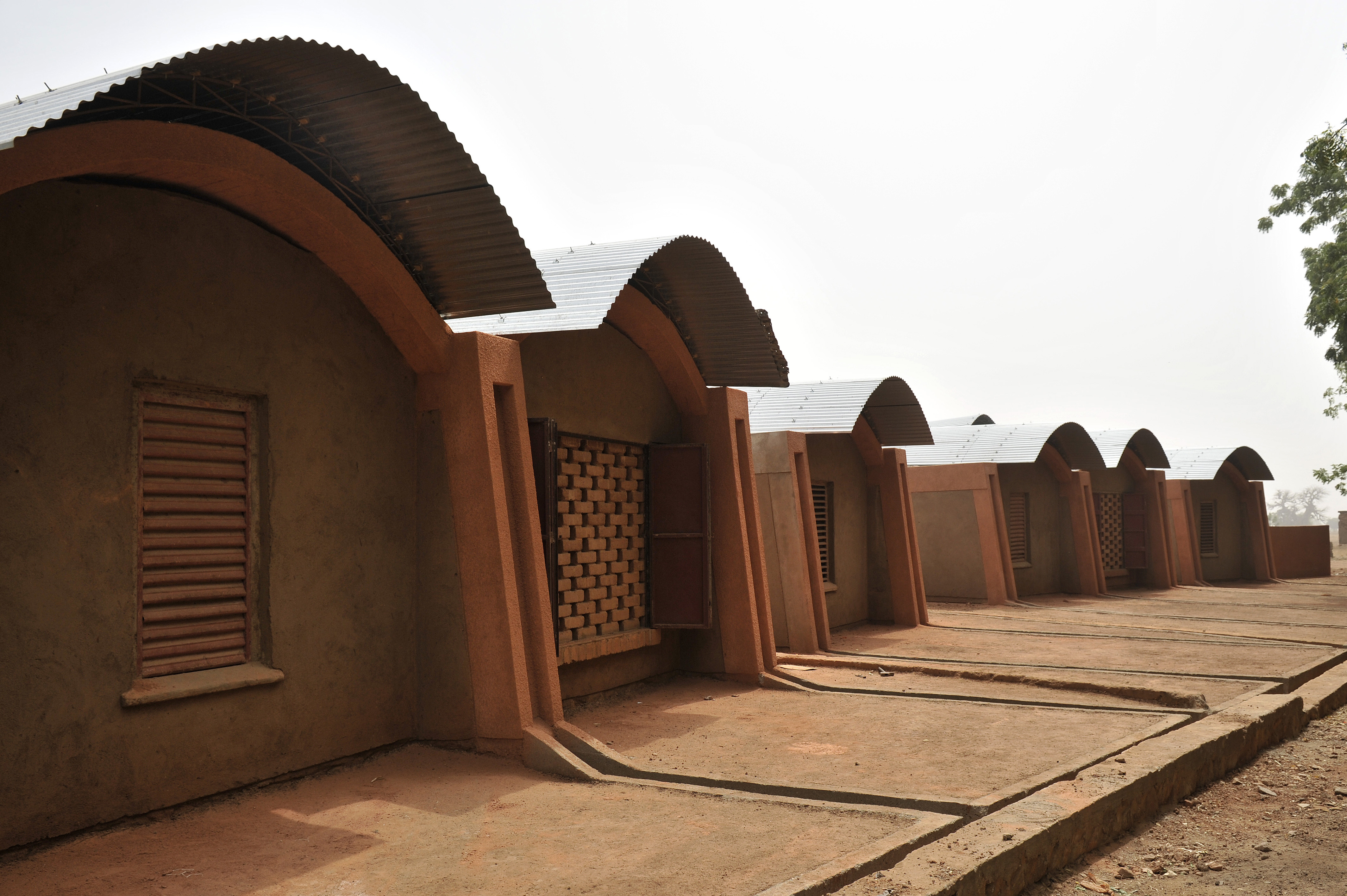
Gli alloggi per docenti della scuola primaria a Gando, Burkina Faso

L'agglomerato di abitazioni costruito nel 2004 prevede sei alloggi per gli insegnanti della scuola primaria di Gando e le loro famiglie.
Gli edifici sono disposti in un ampio arco con un punto di arrivo comune, che segna il limite meridionale del sito della scuola primaria. Questo layout curvilineo ricorda il tipico complesso di edifici burkinabé.
Le tre tipologie abitative sono state realizzate come una serie di moduli adattabili, ciascuno di dimensioni paragonabili alle tradizionali capanne rotonde presenti nella regione. Singoli moduli possono essere combinati in un insieme composito di maggiori dimensioni. Ogni unità abitativa è composta da tre pareti parallele di mattoni di terra stabilizzata che sostengono delle volte a botte costruite con blocchi di terra stabilizzata. Per proteggere l'edificio dall'umidità di risalita, le spesse pareti di mattoni crudi poggiano su fondamenta di cemento e granito.
I tetti sono costruiti a due altezze diverse. L'intersezione tra i due crea un'apertura a forma di falce, che assicura la ventilazione e l'illuminazione interna. Canali appositamente costruiti nelle pareti permettono il deflusso delle acque.

### Dano: Scuola secondaria

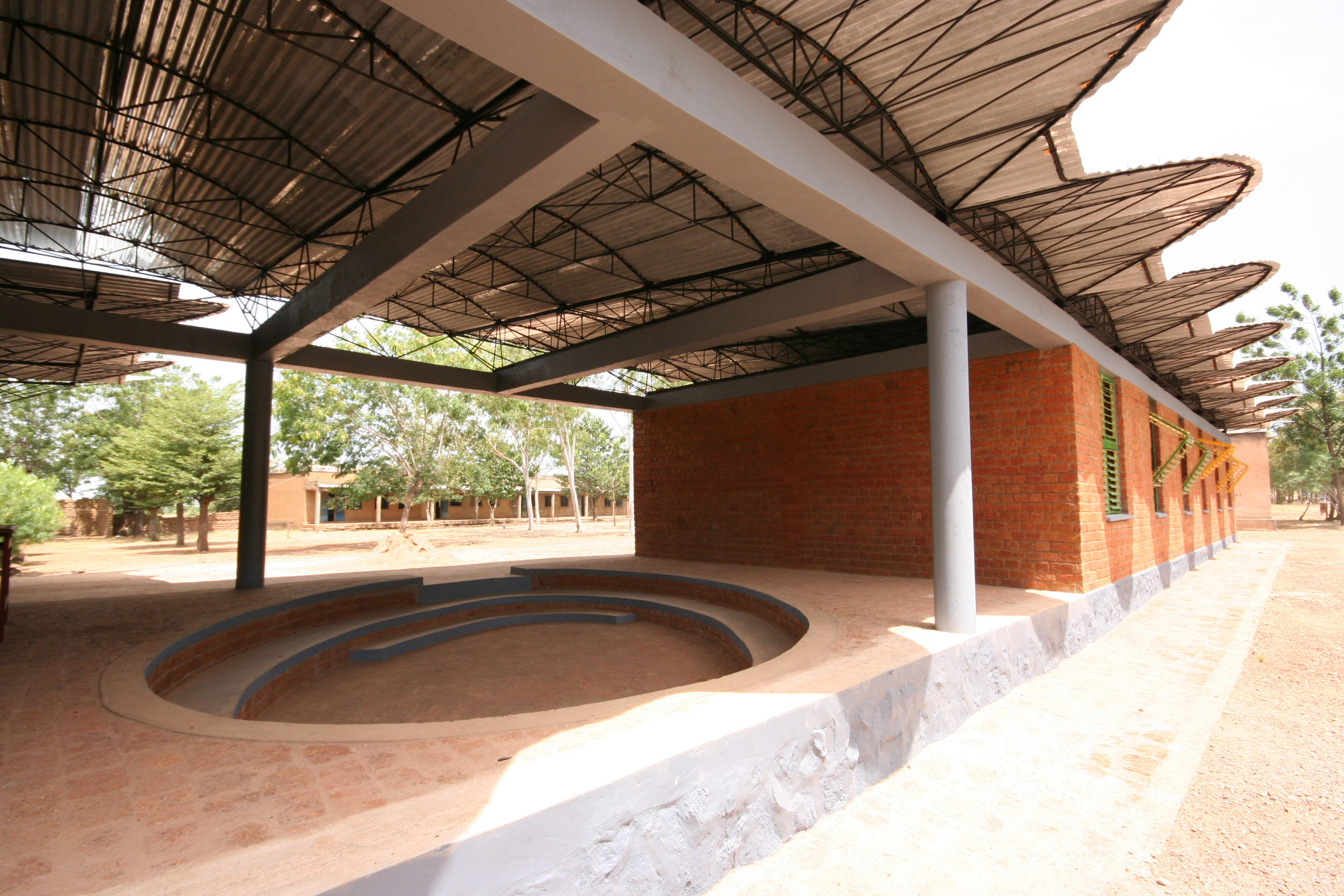
La scuola secondaria di Dano, Burkina Faso

Ispirata dal precedente lavoro di Kéré a Gando, la scuola superiore di Dano è costruita in roccia di laterite, abbondante nella regione. L'edificio è orientato lungo l'asse est-ovest. Il tetto ha una sporgenza considerevole, al fine di ridurre la quantità di luce solare sulle pareti. L'edificio è composto da tre aule, una sala computer, uffici e da uno spazio esterno coperto.
La ventilazione naturale è ottenuta per mezzo di fessure nel soffitto e dall'inclinazione del tetto di metallo ondulato.
L'intero progetto, completato nel 2007, è stato realizzato in collaborazione con i giovani formati nei precedenti progetti a Gando.

### Bamako: Parco nazionale del Mali
Il progetto si inserisce nel contesto di rinnovamento del Parco Nazionale di Bamako, in occasione del 50 ° anniversario dell'indipendenza del Mali. Il progetto di Kéré ha previsto nuovi spazi all'interno del parco, quali un ristorante, un centro sportivo e diversi edifici d'ingresso.
Il ristorante, situato in cima ad una formazione rocciosa, è organizzato su diversi livelli. L'edificio, diviso in quattro sezioni, ognuna con una funzione diversa, permette la vista sul Parco Nazionale e sul lago vicino.
Il centro sportivo utilizza lo stesso concetto architettonico del ristorante. Si compone di tre padiglioni, disposti intorno ad un parco giochi di forma ellittica. Gli edifici sono disposti in modo da produrre la maggiore ombra possibile sia nel parco giochi sia nelle aree ricreative interne.
Gli edifici che fungono da ingresso riecheggiano lo stile architettonico del ristorante e del centro sportivo. In questo modo, i diversi complessi creano un'architettura unica e riconoscibile, sia attraverso l'utilizzo di un disegno comune che nella scelta dei materiali.
Tutti gli edifici sono rivestiti in pietra naturale locale, col duplice intento di rafforzare il senso di identità locale e di risparmiare sui costi di costruzione. Le pareti così concepite isolano meglio gli ambienti interni e ne regolano la temperatura. Anche per questo progetto, Kéré riprende il disegno dei tetti sporgenti, che offrono ombra e creano un clima confortevole all'interno degli edifici. Il progetto è stato completato nel 2010.

### Mopti: Centro per l'architettura in terra

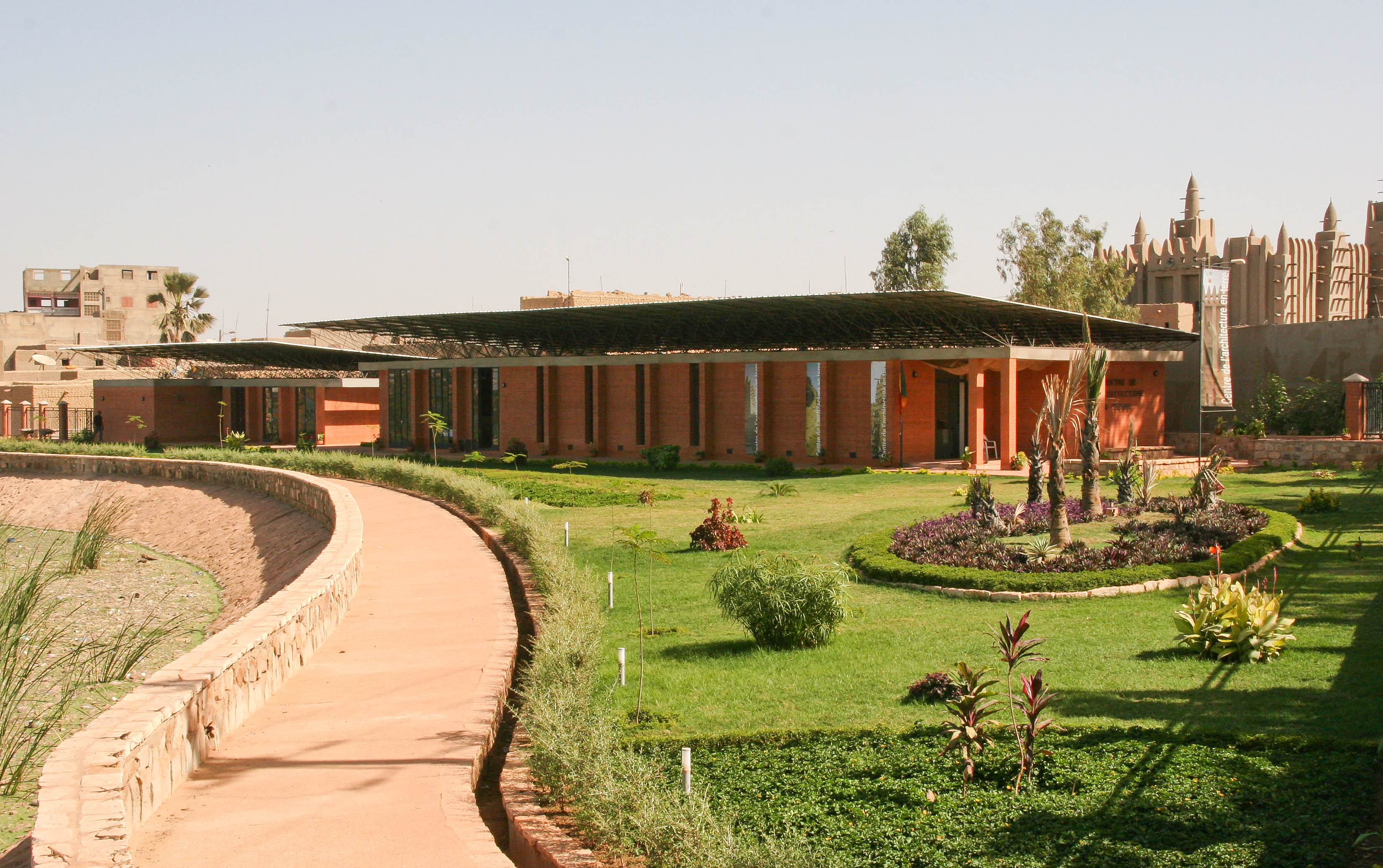
Il centro per l'architettura in terra, progettato da Francis Kéré, a Mopti, in Mali

La costruzione del Centro per l'Architettura in terra completa la serie di iniziative dell'Aga Khan Trust for Culture (AKTC) a Mopti, tra cui il restauro della moschea e la costruzione di un nuovo sistema fognario. Il Centro è pensato per essere molto più di uno spazio espositivo: l'edificio è il prodotto delle stesse antiche tecniche costruttive utilizzate nelle grandi moschee a Mopti, Timbuktu e Djenné. Esso dimostra come un materiale che è parte del patrimonio locale possa essere utilizzato in un contesto moderno. Il Centro è costituito da una sala espositiva, un centro sociale, bagni pubblici e un ristorante, per rispondere alle esigenze del distretto Komoguel, dei visitatori e della comunità locale.
L'edificio ha una struttura semplice ed è stato realizzato in modo da non compromettere la vista della moschea, così da risultare allineato alla stessa.
Il centro visitatori è suddiviso, secondo il suo programma, in tre diversi edifici che sono collegati da due superfici di copertura. Tutte le pareti e le volte del Centro sono di blocchi di terra stabilizzata compressi) e non sono intonacate e dipinte. Il tetto sporgente mantiene le pareti fredde e fornisce spazi esterni ombreggiati. L'edificio è ventilato naturalmente attraverso le aperture nelle pareti e le volte. Il cantiere, sul bordo di un lago, è stato successivamente riempito in modo da rendere la sponda del lago accessibile al pubblico. Il progetto paesaggistico comprende ampi spazi pubblici e una passeggiata sulla cima della barriera contro le maree del lago.

## Progetti in corso

### Gando: centro di aggregazione per donne
Il progetto dell'edificio comprende un'aula, una sala riunioni, un ufficio, una cucina e bagni. Il centro contiene inoltre un deposito per i prodotti agricoli e casalinghi. Il gruppo destinatario del progetto è una comunità di circa 300 donne del villaggio di Gando e della zona circostante, nella provincia di Boulgou in Burkina Faso. Il centro di aggregazione femminile ha lo scopo di migliorare la qualità di vita delle donne della zona in modo sostenibile, fornendo una piattaforma di miglioramento della loro situazione economica ed educativa.
Il centro polifunzionale sarà inoltre utilizzato come luogo di educazione degli adulti, per incontri e sessioni informative.

### Gando: Biblioteca

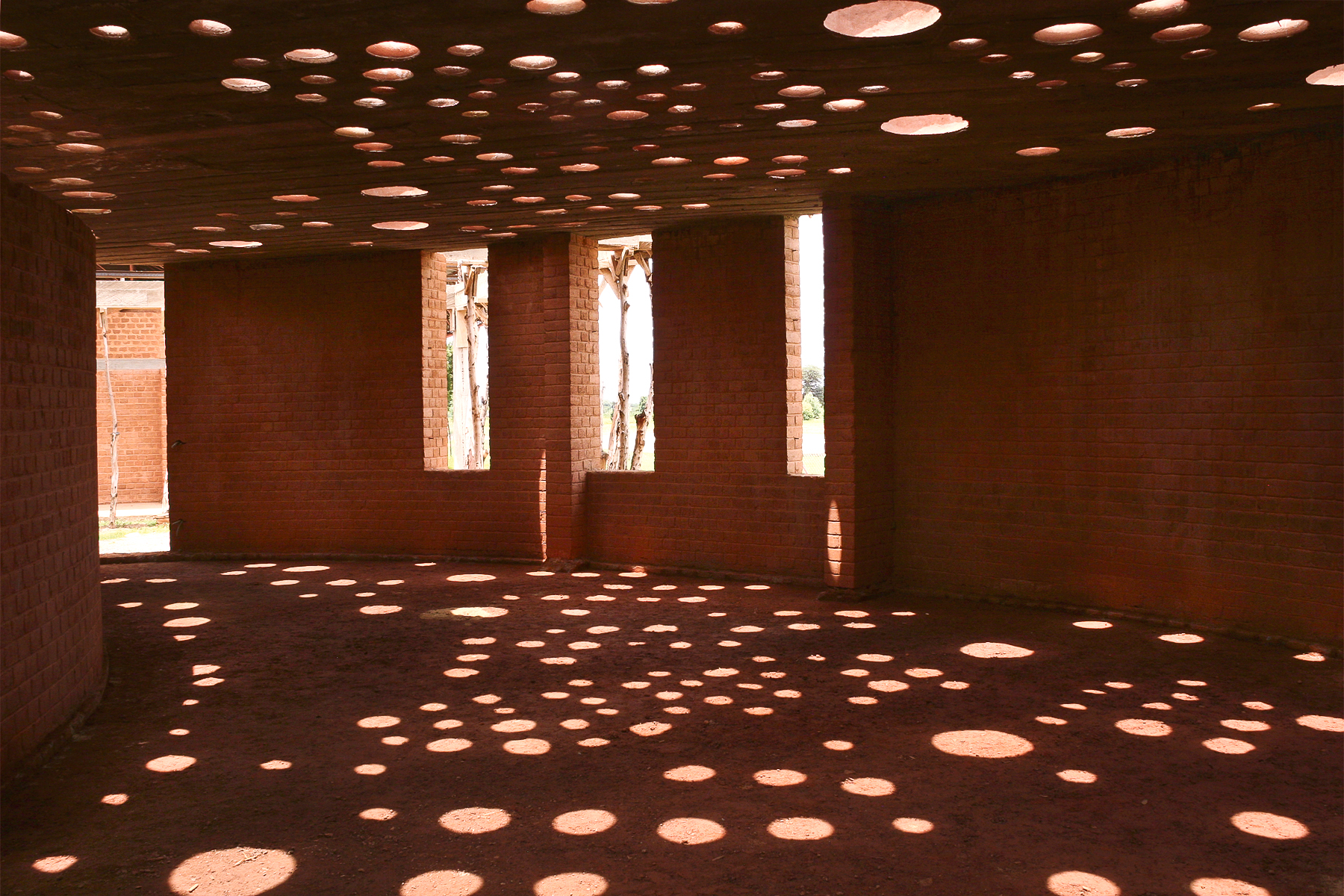
Interno della biblioteca del complesso della scuola primaria, a Gando, Burkina Faso. In costruzione

L'edificio della biblioteca costituisce un punto di raccordo tra il primo edificio scolastico e la relativa estensione. La peculiare forma ellittica la differenzia dagli altri edifici scolastici.
Il soffitto della biblioteca presenta una caratteristica innovativa, che fa uso della tecnologia locale. Dei vasi di terracotta, tradizionalmente fatti dalle donne del villaggio, sono stati tagliati in-situ e posti nella copertura di cemento, al fine di creare i fori per luce e ventilazione. Un tetto rettangolare in lamiera ondulata si estende sopra la copertura e al di là della biblioteca, al fine di creare una zona ombreggiata separata, completata da una facciata di sottili colonne di eucalipto.

### Gando: Scuola secondaria

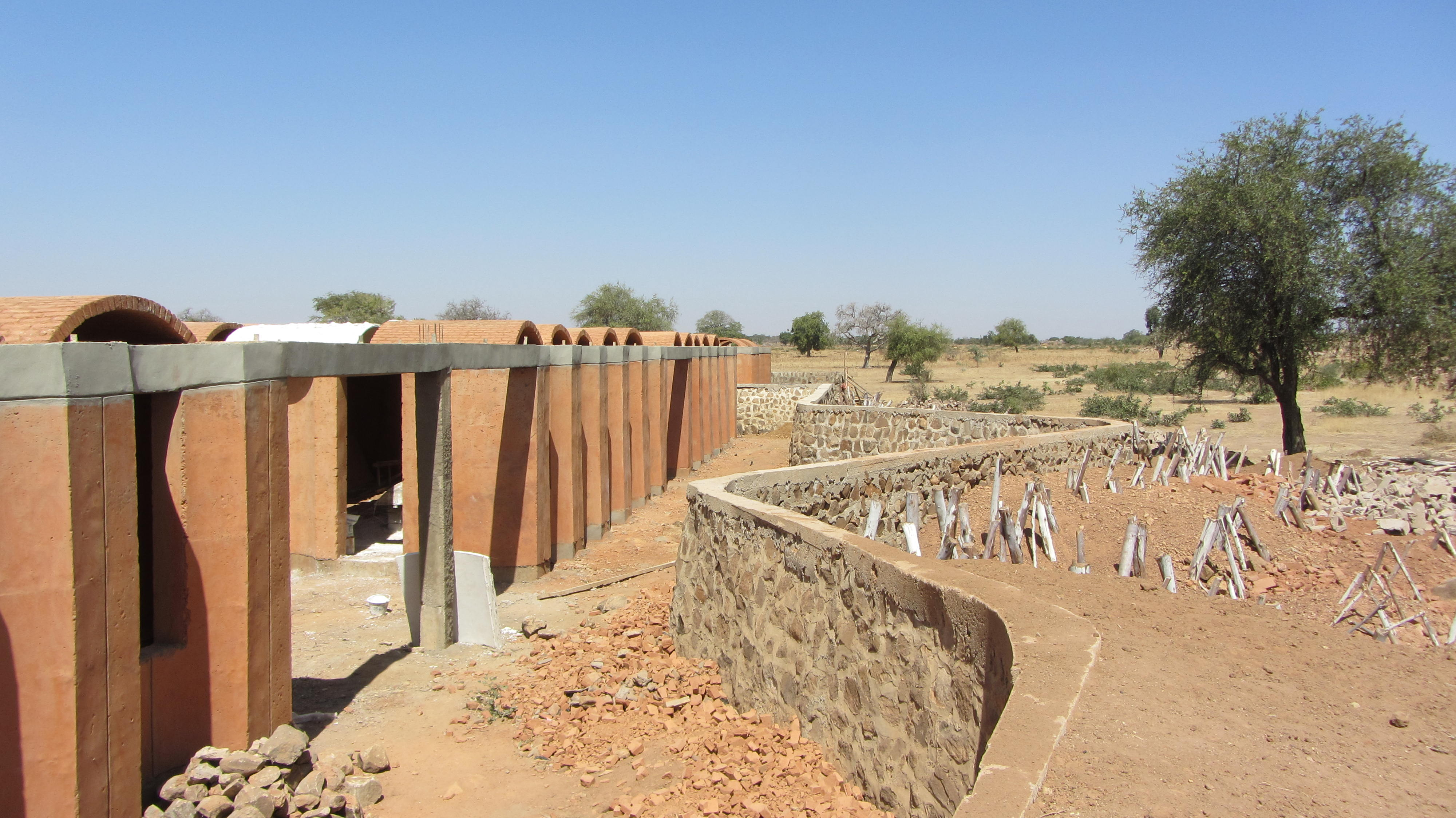
La scuola secondaria a Gando, Burkina Faso, progettata da Francis Kéré, attualmente in costruzione

Il nuovo complesso comprende 12 aule, un ingresso, una biblioteca, un edificio amministrativo e diversi campi sportivi, e avrà una capienza di circa 1000 studenti. La costruzione è iniziata nel maggio 2011; l'apertura è prevista per la fine del 2013.
A causa delle estreme condizioni meteorologiche della zona, l'edificio è stato pensato per integrare tutti gli spazi interni della scuola in una sorta di oasi.
Il progetto si propone di utilizzare risorse in modo sostenibile, al fine di garantire una ventilazione naturale senza l'uso di
elettricità. Un sistema di tubature perforate low-tech a terra forniscono un sistema di raffreddamento geotermico passivo. La ricca vegetazione a livello del terreno filtra preventivamente l'aria in entrata che, incanalata attraverso le tubature sotterranee, raffredda le aule tramite dei fori nel pavimento. L'aria calda nelle classi sale attraverso le aperture nel soffitto, e fuoriesce nello spazio tra il soffitto e la copertura. L'ampio tetto sporgente permette al vento di circolare liberamente oltre la copertura, fornendo un rapido ricambio di aria.
Per evitare che l'eccessivo inaridimento del terreno, gli alberi piantati intorno agli edifici scolastici sono irrigati tramite la raccolta di acqua piovana.
Il design della scuola si ispira agli agglomerati rurali tradizionali in Burkina Faso: le strutture tonde sono infatti incorporate nel paesaggio rurale, con le aule disposte in modo circolare a formare un cortile protetto, al riparo dalla polvere e dalla sabbia portate dal vento Harmattan da est. La struttura è invece aperta sul lato occidentale, esponendo gli edifici alla brezza fresca occidentale. Grazie all'innovativo design, il progetto della scuola secondaria ha vinto il premio Holcim 2012.
La scuola secondaria utilizza lo stesso design utilizzato per l'estensione della scuola primaria, con un ampio tetto di lamiera ondulata sollevato sopra una copertura di argilla.

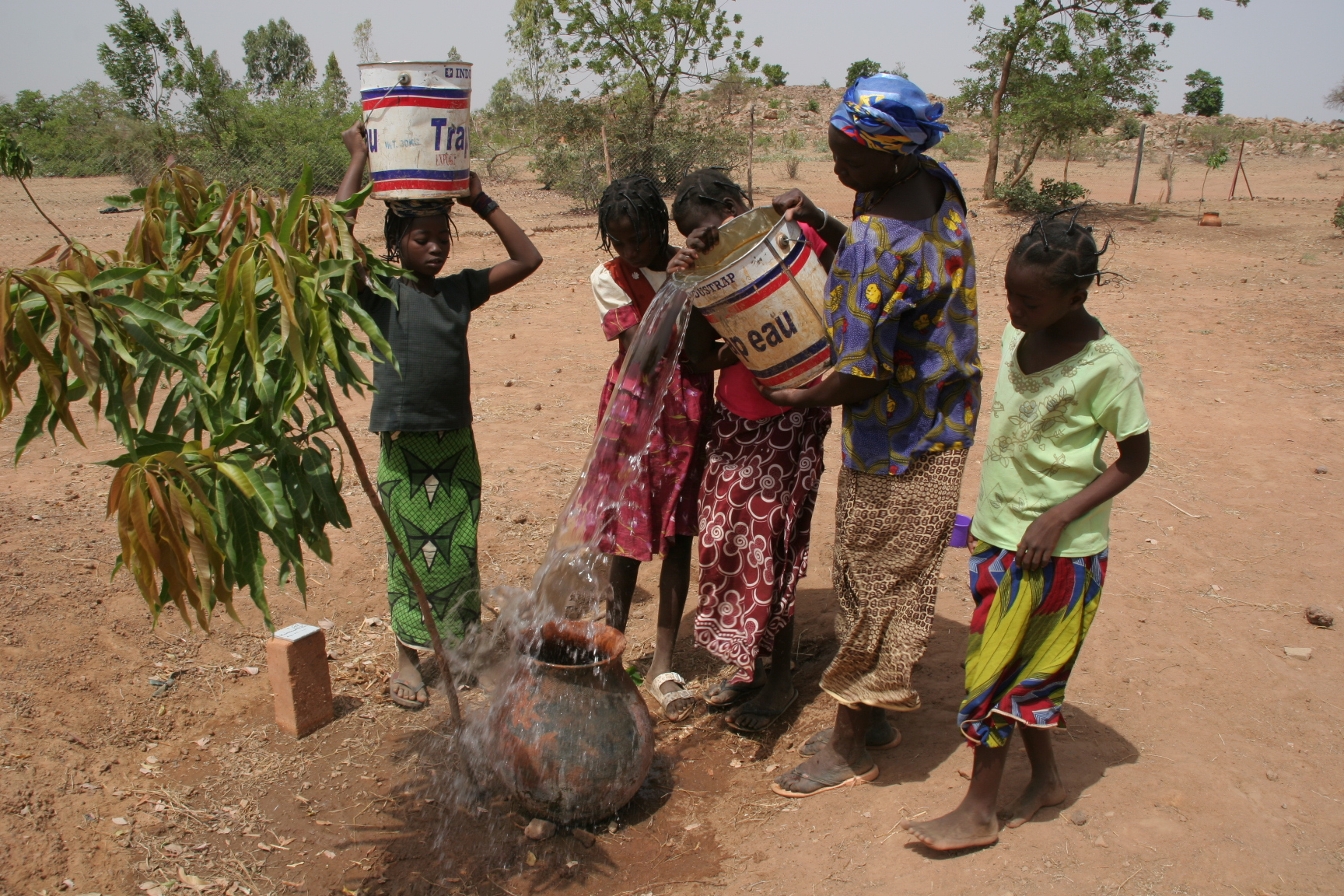
Progetto "alberi di mango", Gando.

### Gando: Progetto alberi di mango
Il sogno di Kéré non era solo quello di costruire edifici scolastici e di fornire educazione, ma di creare un'oasi nella quale i bisogni degli abitanti del villaggio fossero soddisfatti. Per fare ciò ha avviato un progetto per la piantagione di alberi di mango, con l'obiettivo di affrontare uno dei problemi più importanti della regione. Le situazioni di fame sono rare, ma la malnutrizione è diffusa a Gando e nella zona circostante. L'alimento principale è il ‘foufou’, che consiste in miglio pestato e bollito. Esso contiene poche vitamine, e spesso molte persone mangiano solo una volta al giorno. Il mango, invece, rappresenta un'importante fonte di nutrimento, contenendo vitamine utili a rafforzare il sistema immunitario.Oltretutto, gli alberi di mango rappresentano una fonte vitale di ombra, in una zona in cui le temperature durante il giorno possono raggiungere i 40 °C. In un ambiente così caldo, lo spazio fresco sotto un albero di mango si trasforma in un luogo di incontro importante per la comunità del villaggio, dove i bambini giocano, studiano e si riposano. Un altro obiettivo del progetto è di insegnare ai ragazzi ad essere responsabili. Ad ogni ragazzo viene dato un albero, in questo modo imparano come piantarli e come prendersene cura. Questa conoscenza acquisita sarà successivamente trasmessa ai loro genitori e alla prossima generazione. Grazie alla rapida crescita demografica e all'uso predominante del legno come fonte di carburante, il Burkina Faso ha perso il 60% dei suoi alberi negli ultimi 15 anni. Questo ha portato a dannose conseguenze per l'ambiente. Gli alberi forniscono ombra, proteggono il suolo dall'erosione, fermano la desertificazione e regolano il regime delle acque sotterranee. Oltretutto, gli alberi contribuiscono alla fertilità del suolo e alla biodiversità rappresentando un habitat per diverse specie. Con il clima caldo e secco e la grave mancanza d'acqua tra ottobre e giugno, molte piante e piccoli alberi non possono sopravvivere. In più molti di questi sono distrutti dalle termiti. I pesticidi e i fertilizzanti sono entrambi eccessivamente cari e dannosi per l'ambiente. Kéré ha messo a punto un concetto innovativo: nella fase di preparazione all'impianto viene scavato un buco, che viene riempito di vecchie ossa e carne. Dopo poco, ossa e carne attraggono le formiche che colonizzano il buco e mangiano le termiti. Ciò permette agli alberi di crescere senza il bisogno di alcun insetticida. Animali come i polli sono poi attratti dall'ombra creata dagli alberi, e il loro concime funge da fertilizzante naturale per gli alberi, evitando il bisogno di usarne di artificiali. Invece di annaffiare gli alberi due volte al giorno, infine, Kéré ha utilizzato questo sistema: si posizionano dei vasi d'argilla tradizionali vicino agli alberi, con una sorta di tappo filtrante posto nei vasi e indirizzato direttamente alle radici, che permette all'acqua di scendere lentamente. I vasi d'argilla prevengono l'evaporazione e hanno bisogno di essere riempiti solamente una volta alla settimana, dando agli alberi un piccolo ma costante rifornimento d'acqua. Così facendo, attraverso questo metodo semplice ma efficace si possono influenzare positivamente le vite degli abitanti di Gando.

### Laongo: Opera Village

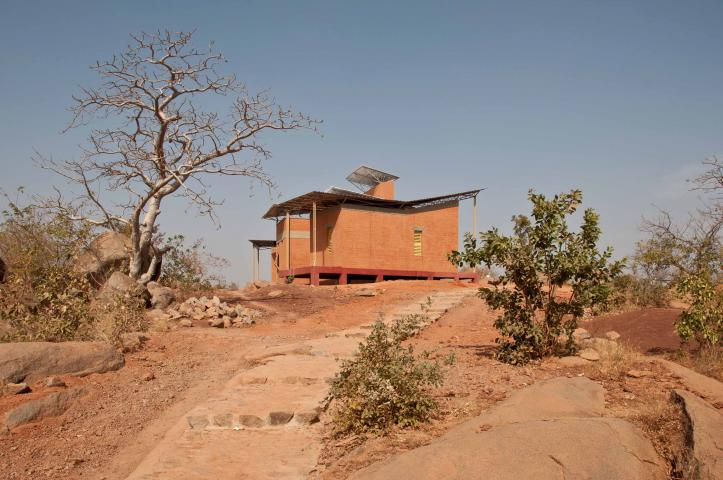
Uno dei moduli di alloggio per gli insegnanti presso il sito dell'Opera Village a Laongo

"Opera House for Africa" è un progetto avviato dall'artista Christoph Schlingensief.
Nonostante l'estrema povertà del Burkina Faso, il forte senso di orgoglio nazionale e la particolarità di essere tra i più importanti centri del cinema e del teatro africani ne facevano il luogo ideale per il progetto di Schlingensief. L'artista coinvolge Kéré nella progettazione dell'opera, che impiega per la costruzione del complesso gli stessi metodi già sperimentati nelle sue precedenti opere: integrazione della popolazione in loco, sostenibilità e uso di materiali locali.
Il sito individuato come possibile luogo di costruzione per l'opera viene completamente danneggiato dalle gravi inondazioni dell'agosto del 2009. Dopo questa esperienza, Kéré modifica i progetti iniziali, sviluppando dei prototipi di case, integrate nel progetto dell'Opera Village, per aiutare la popolazione di Laongo a ricostruire le loro abitazioni.
L'Opera Village è in costruzione su un sito di 12 ettari su un piccolo altipiano a Laongo, non lontano dalla capitale del Burkina Faso e con vista sul paesaggio della zona del Sahel. Nel progetto sono previsti un teatro, dei laboratori, un centro medico, moduli di edilizia residenziale per il personale, un pozzo e una scuola per 500 bambini e ragazzi per lezioni di musica e cinema. Al centro del progetto, il salone dei festival con il teatro. Il palco e la platea sono stati progettati e costruiti per un'opera teatrale in Germania ma mai utilizzati. Per il progetto dell'Opera village, Kéré ne modifica lievemente la struttura: viene mantenuta la struttura di supporto del palco e il palcoscenico girevole. Per i posti a sedere e le pareti interne saranno utilizzati tessuti del Burkina Faso. Il teatro sarà completamente coperto da un rivestimento alto 15 metri.

#### Centro per la salute e la promozione sociale
La costruzione di un'infermeria all'interno del perimetro dell'Opera Village risponde al bisogno di migliorare l'assistenza sanitaria di base per la popolazione locale.
L'infermeria, conosciuta con il nome di "Centre de Santé et de Promotion Sociale" o "CSPS", avrà le strutture per fornire assistenza per diversi giorni, eccetto che per casi estremamente gravi.
Un percorso a serpentina conduce dall'Opera House verso l'infermeria, scoprendo una vista sulla savana.
L'CSPS di Laongo è diviso in tre parti, disposti intorno ad una sala d'aspetto centrale, con un reparto di odontoiatria, ginecologia, una sezione di ostetricia e una unità di medicina generale. Per fornire un ambiente piacevole per la comunità, per i visitatori e le famiglie dei pazienti sono stati inclusi nel progetto diversi cortili, con posti a sedere all'ombra. Ogni edificio ha un proprio cortile interno.
Il particolare disegno sulle pareti, figlio della considerazione che la vista dal letto del paziente deve essere il più piacevole possibile, ha portato alla creazione di finestre intese come cornici. Ogni cornice permette di scoprire una parte diversa del paesaggio al di fuori. A tal fine, sono stati sviluppati tre differenti moduli, di varie dimensioni: ogni "finestra" è stata individualmente inserita nella parete esterna a seconda dell'angolo e della composizione (con una zanzariera, con un portello in vetro o in metallo). Le finestre nelle pareti dei cortili sono state girate in modo che le aperture coniche consentano a chi guarda di vedere dall'esterno.
Come con l'Opera Village, la priorità era quella di utilizzare materiali locali come argilla e laterite. La maggior parte delle pareti sono costituite da un doppio strato di mattoni di terra compressa. L'aggiunta di cemento ha permesso che la quantità di acqua nei mattoni fosse notevolmente inferiore, ma le pareti necessitavano di un'ulteriore protezione contro la pioggia. Le tipiche ampie coperture del design di Kéré avrebbero potuto essere una soluzione, ma sarebbero state incompatibili con il disegno delle pareti esterne e per i costi proibitivi. La presenza di uno strato esterno di mattoni forati in calcestruzzo rivestito di un intonaco d'argilla, rende inutile la presenza di una copertura di protezione.
I lavori del CSPS dovrebbero terminare negli ultimi mesi del 2013.

### Léo: Centro medico
Nel 2012, Kéré Architecture ha avviato un nuovo progetto per la realizzazione di un centro medico a Léo, vicino al confine con il Ghana e a circa 150 chilometri a sud della capitale Ouagadougou. Il centro è pensato per servire anche i villaggi della campagna circostante, poiché il tasso di frequente avvicendamento del personale e la mancanza di cliniche locali fa sì che l'ospedale distrettuale sia spesso oberato di lavoro.
Dato il budget limitato, gestito dall'opera pia tedesca "Operieren in Afrika", Kéré Architecture ha utilizzato moduli prefabbricati per il progetto. Come per la scuola secondaria di Gando, le pareti saranno costruite con blocchi di terra, ed i tetti saranno in latta. I moduli sono disposti in modo che i loro tetti si sovrappongono, al fine di garantire una maggiore ombra. Nella fase finale del progetto, lo spazio tra i moduli diventerà una sorta di spazio interno: il "corridoio" tra le file di moduli è un ampio spazio aperto di circolazione, dotato di panchine e alberi.

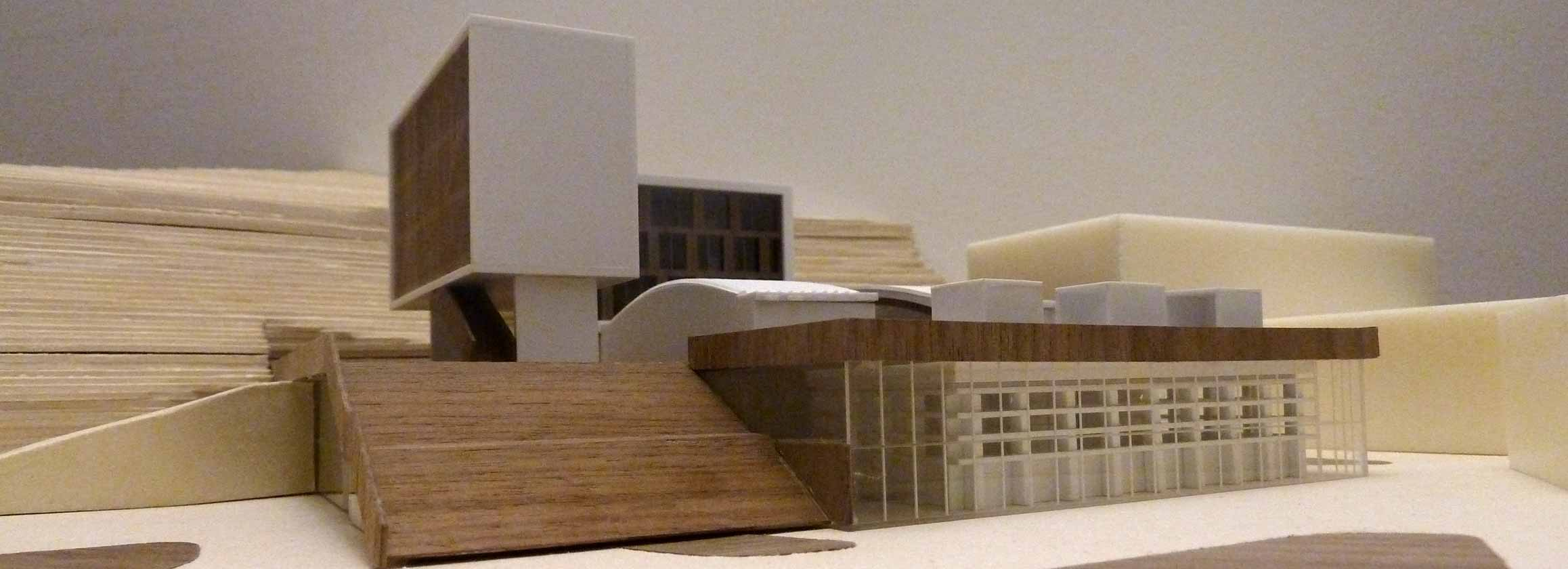
Modello del progetto "Zhou Shan Harbour Development", Cina

### Zhou Shan Harbour Development, Cina
L'arcipelago di Zhoushan in Cina è il sito di un progetto sperimentale di reinserimento urbano, diretto dall'architetto cinese Wang Shu. ZhouShan è la capitale cinese della pesca, è situata all'entrata del delta dello Yang Tsé, ed ha una popolazione di circa un milione di abitanti. Lo scopo del progetto, avviato nel 2009, è di trasformare l'area della darsena industriale, Putuo, in un distretto turistico e culturale. La darsena rimarrà operativa e l'architettura manterrà un dialogo tra la modernità, la storia e l'eredità dell'area. Il sito è situato su un'isola a circa 300 metri dalla terraferma. L'appezzamento di terreno scelto contiene un fitto assortimento di edifici, moli e magazzini, costruiti nei decenni. Il paesaggio del sito è molto variegato: nella parte meridionale un ripido versante montagnoso, mentre la parte settentrionale è attraversata da fiumi. La montagna, il mare, la città e le centinaia di barche formano uno sfondo straordinario per il sito. La notte lo skyline della città è illuminato e il profilo della montagna si riflettesull'acqua del mercato del pesce. Diébedo Francis Kéré ha disegnato per l'area una galleria espositiva, un centro informazioni, studi artistici e un “cultural creativity garden”. Lo schema è disegnato attorno ad una piattaforma che si estende lungo il sito fino alla montagna che delimita il lato ovest. Questo servirà da spazio di transizione tra l'ambiente artificiale dello sviluppo del distretto e quello naturale alle sue spalle. La piattaforma inoltre indirizza il percorso di una vecchia strada in un tunnel creando più spazio per nuove costruzioni. L'edificioal di sotto della piattaforma era un tempo una fabbrica di ghiaccio. Kéré Architecture utilizzerà la riserva d'acqua esistente in cima all'edificio trasformandola in un giardino con piante che crescono intorno all'acqua. I visitatori delle tre “tea house” cinesi all'interno del giardino beneficeranno della piacevole qualità dell'aria e della bella vista della montagna e del sito. Due nuovi edifici in cima alla piattaforma forniscono lo spazio necessario per lo spazio espositivo e la galleria d'arte. Il primo edificio è situato alla fine della piattaforma vicino alla montagna. Il secondo, identico in forma e dimensione, è posizionato perpendicolare al primo. Lo spazio espositivo può funzionare indipendentemente o congiuntamente agli studi artistici. Insieme ai tre grandi contenitori delle “tea house” l'insieme delimita un cortile aperto sulla piattaforma. Per di più la sezione del tetto della vecchia fabbrica è stata tagliata in due metà, permettendo una passeggiata attraverso di essa. La luce solare può penetrare fino al pianterreno. Interno ed esterno sono visivamente collegati, dato che i singoli edifici aprono ad una serie di vedute che invitano i visitatori ad attraversare gli spazi e ascoprire le diversità del Creativity Garden. Una generosa rampa di scale all'aria aperta guida i visitatori fino alla cima della piattaforma, offrendo la piacevole opportunità di sedersi e rilassarsi durante il periodo estivo. I materiali utilizzati e il sistema di ventilazione sono semplici e low-tech. Il calcestruzzo è usato come materiale di costruzione di base grazie alla sua resistenza all'umidità. La struttura principale della fabbrica sarà rimossa e restaurata. Il miglior livello di trasparenza possibile è ottenuto attraverso elementi di vetro presenti dal pavimento al soffitto. La luce del sole entra nelle stanze creando innumerevoli vedute sull'intero sito. Le facciate meridionale e orientale sono particolarmente esposte al sole durante l'estate. Gli strati di pali di bambù fungono da schermi esterni, caratterizzati dalla loro naturale struttura irregolare. Le facciate settentrionale e occidentale rivolte verso le montagne e la darsena rimarranno libere da ulteriori strati. Pannelli di legno si alternano ad elementi in vetro, facendo combaciare il bisogno di trasparenza e di protezione dalla luce solare. Per prevenire il surriscaldamento estivo, l'aria viene fatta passare nello spazio interstiziale tra gli strati della facciata. La sistemazione piuttosto aperta degli edifici supporta questo metodo di ventilazione.

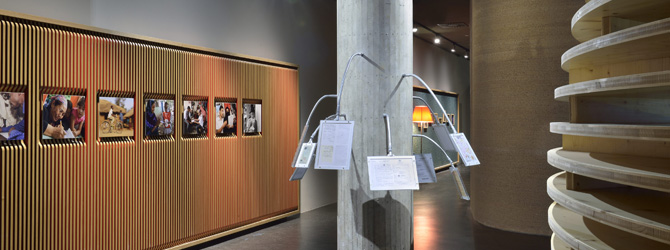
Uno scorcio dell'esposizione permanente al Museo della Croce Rossa e Mezzaluna Rossa Internazionale, Ginevra

### Museo della Croce Rossa e Mezzaluna Rossa Internazionale, Ginevra
La nuova esposizione permanente del Museo della Croce Rossa e Mezzaluna Rossa Internazionale, aperta nel 2012 e denominata “L'avventura umanitaria”, è stata progettata da tre architetti di fama internazionale dai diversi background culturali. Ogni architetto ha sviluppato un determinato tema: Gringo Cardia (Brasile), ha trattato il tema “difendere la dignità umana”; il tema “riduzione dei rischinaturali” è stato sviluppato invece da Shigeru Ban (Giappone). Francis Kéré (Burkina Faso) ha infine affrontato il tema “ricostruire i legami familiari”. Il buio passaggio d'entrata, rivestito di cemento di canapa, incoraggia i visitatori a considerare le spaventose e soffocanti emozioni nelle tragedie familiari durante un conflitto. Al centro di questa parte di esibizione una torre, fatta anch'essa di cemento di canapa, riferimento architettonico alle tradizionali capanne abitate dai nuclei familiari. La torre lascia penetrare poca luce e il pavimento è in acciaio Corten dall'aspetto arrugginito. Questo spazio rappresenta un memoriale a tragedie come ad esempio il massacro di Srebrenica. L'”Albero dei Messaggi”, con tutti i suoi rami metallici, ricorda il freddo contrasto tra natura e guerra. La connessione tra natura e famiglia è un importante sub-tema nella parte di esposizione curata da Francis Kéré. La “Sala dei Testimoni” è invece in diretto contrasto con la torre, focalizzata sulla trasparenza e la speranza invece che sull'oscurità e la disperazione. Lo spazio evidenzia l'importante ruolo giocato dalle testimonianze oculari nell'azione umanitaria. L'utilizzo di materiali semplici va a sottolineare la connessione fondamentale tra la famiglia, le proprie radici e la natura, e quindi la grande importanza della difficile ricerca di chi è scomparso.

## Premi
- Aga Khan Award for Architecture (2004)[16]
- Global Award for Sustainable Architecture (2009)[17]
- BSI Swiss Architectural Award (2010)[18]
- Marcus Prize for Architecture (2011)[19]
- Regional Holcim Award Gold (2011) Africa Middle East[20]
- Global Holcim Award Gold (2012)[21]
- Pritzker Architecture Prize (2022)